# Flurkmark
Flurkmark is een plaats in de gemeente Umeå in het landschap Västerbotten en de provincie Västerbottens län in Zweden. De plaats heeft 302 inwoners (2005) en een oppervlakte van 53 hectare. De plaats ligt aan de rivier de Fällforsån en wordt omringd door zowel landbouwgrond als bos. De stad Umeå ligt ongeveer twintig kilometer ten zuiden van het dorp.

## Verkeer en vervoer
Bij de plaats loopt de Länsväg 364.